# Pauline Buisson
Pauline Buisson (* um 1750 in Saint-Domingue; † 10. Februar 1826 in Yverdon-les-Bains) war eine Sklavin, die in der Karibik geboren wurde und später als Bedienstete im Haushalt der Familie de Treytorrens in Yverdon lebte.

## Leben

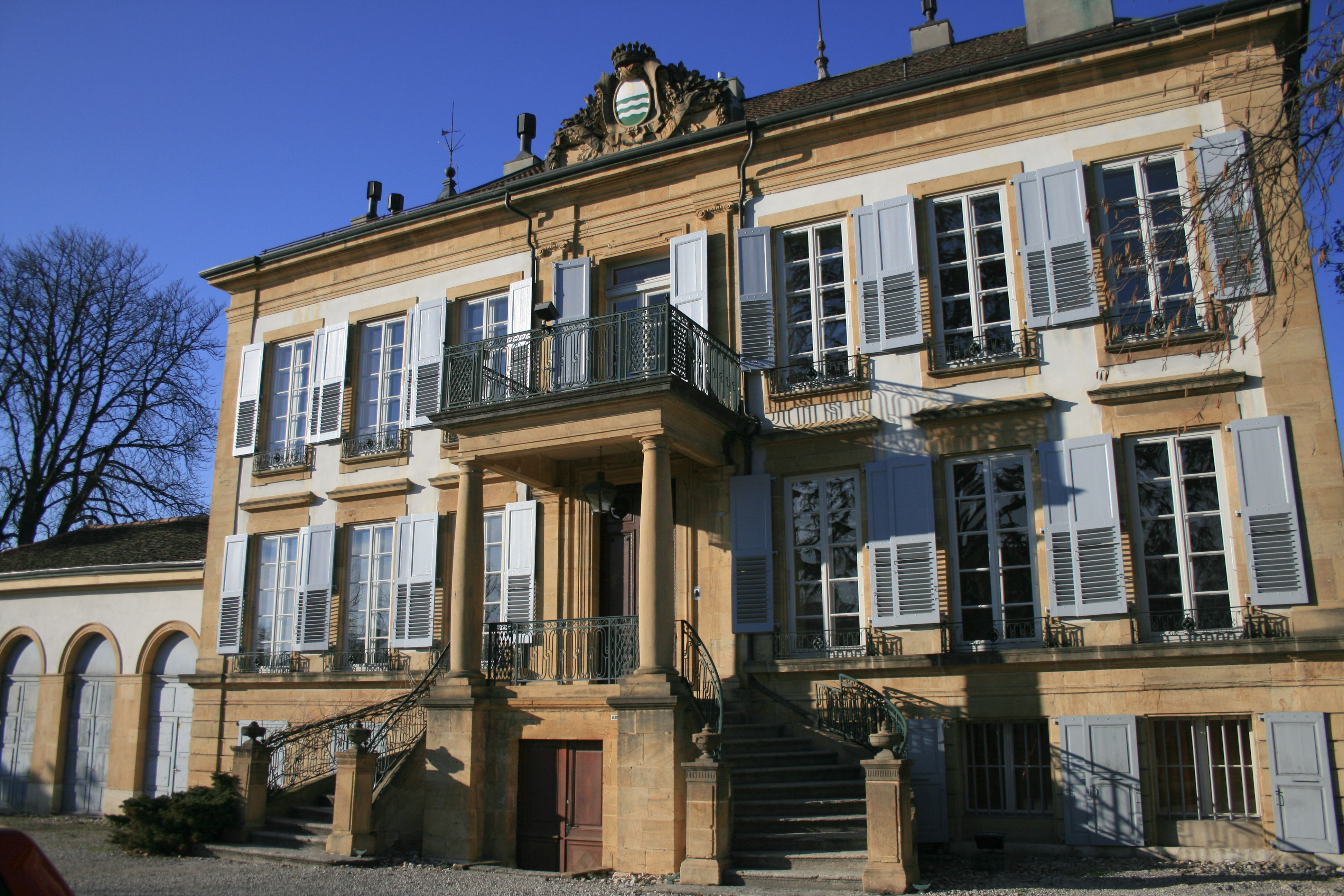
Villa d'Entremont

Pauline Buisson kam in den 1770er Jahren aus der französischen Kolonie Saint-Domingue (heute Haiti) nach Yverdon. Das genaue Datum ihrer Ankunft ist unklar; Quellen nennen sowohl 1771 als auch 1776. Ihre Eltern wurden vermutlich aus Zentralafrika nach Saint-Domingue verschleppt und dort versklavt.
In Saint-Domingue war sie im Besitz des Kolonialoffiziers und Plantagenbesitzers David-Philippe de Treytorrens. Zusammen mit dem ebenfalls versklavten François Mida († 1797 in Yverdon)  wurde sie nach Yverdon gebracht, wo sie in den folgenden Jahren im Haushalt der de Treytorrens lebte. Nach dem Tod von David-Philippe de Treytorrens übernahmen zunächst dessen Bruder Jean-Rodolphe de Treytorrens (1715–1791), dann die Schwester Rose-Madeleine de Treytorrens (1717–1801) und schließlich der entfernte Cousin Abraham-Rodolphe-Henri-Louis de Treytorrens (1764–1835) das Familienanwesen.
Im Jahr 1783 traf Pauline Buisson auf dem Anwesen der de Treytorrens, bekannt als Bains neufs (später Villa d’Entremonts), den Göttinger Naturforscher Johann Friedrich Blumenbach. Ab 1787 erwähnte Blumenbach sie in seinen Schriften als erste in einer Reihe von Begegnungen mit Schwarzen, die ihn zur Überzeugung führten, dass die verschiedenen menschlichen Varietäten morphologisch nur graduell voneinander unterschieden und alle Menschen gleich bildungsfähig seien. Diese Überzeugung stand im Spannungsverhältnis zu seiner Annahme, dass die europäische kaukasische Varietät die ideale, historisch ursprüngliche Form sei. Durch diese Erkenntnis sprach er sich später gegen Sklaverei und den Sklavenhandel aus.
Blumenbach bezeichnete sie als die beste Hebamme in der welschen Schweiz. Ob diese Darstellung zutrifft, konnte bisher nicht nachgewiesen werden. Es ist jedoch denkbar, dass sie aufgrund ihrer Erfahrungen auf Saint-Domingue, wo versklavte Frauen als Hebammen arbeiteten, über entsprechende Fertigkeiten verfügte; Jean-André Venel betrieb von 1778 bis 1780 unmittelbar neben dem Anwesen der de Treytorrens eine Hebammenschule. Die Quellenlage lässt jedoch keine definitive Aussage über ihre Tätigkeit als Hebamme zu.
Im Jahr 1790 wurde Pauline Buisson Mutter von Samuel Hippolyte Buisson († 1832), dessen Vater ein französischer Bediensteter namens Le Bel war. 1791 verpflichteten sich die Schwester und die Frau von David-Philippe de Treytorrens, der zu diesem Zeitpunkt bereits verstorben war, gegenüber Pauline Buisson, die Bürgerrechte für Samuel zu bezahlen, was seine Einbürgerung ermöglicht hätte. Samuel Buisson, der als ausgebildeter Schuhmacher arbeitete, blieb jedoch zeitlebens, ebenso wie seine Mutter, staatenlos. Ein Naturalisierungsantrag von 1791, der von der Familie de Treytorrens gestellt wurde, wurde von der bernischen Obrigkeit abgelehnt, unter Verweis auf die Gesichts- und Leibesfarbe des Kindes, was die rassistischen Strukturen der damaligen Gesellschaft widerspiegelt. Spätere Versuche, die Staatsangehörigkeit zu erlangen, scheiterten an langjährigen Konflikten zwischen der Gemeinde Yverdon und der Familie de Treytorrens über die Verantwortung und Kosten einer Einbürgerung.
Pauline Buisson bleibt eine weitgehend unbekannte Figur, die jedoch sowohl in der Region als auch in gelehrten Kreisen ihrer Zeit bekannt war. Ihre Erwähnung in Blumenbachs Schriften zeigt, dass sie einen gewissen Einfluss hatte, auch wenn sie nicht namentlich genannt wird. Trotz der lückenhaften Quellenlage bietet ihre Biografie einen seltenen Einblick in die Präsenz und Wahrnehmung schwarzer Menschen in der neuzeitlichen Schweiz und beleuchtet die Herausforderungen, mit denen sie konfrontiert waren.

## Trivia
Pauline Buisson ist derzeit immer noch Gegenstand wissenschaftlicher Studien.